# Boku dake no Madonna
Boku dake no Madonna (僕だけのマドンナ?, Boku dake no Madonna, letteralmente "Sei la mia unica donna"), a volte abbreviato in BokuMado (僕マド?, BokuMado), è un dorama estivo di Fuji TV andato in onda nel 2003.

## Trama
Kyōichi è uno studente che si appresta ad affrontare il suo primo anno di università alla facoltà di architettura; non è riuscito ad entrare in una università prestigiosa, ma si accontenta ed è pienamente soddisfatto della sua esistenza così come s'è svolta fino a quel momento.
Ha affittato un mini-appartamento nel centro di Tokyo: i suoi vicini di casa, lo scoprirà ben presto a sue spese, sono tipi alquanto "ambigui", che lo immischiano in affari poco puliti come in intercettazioni telefoniche, prestiti di denaro e vita da night club.
La sua vita quotidiana viene però definitivamente stravolta quando incontra una misteriosa ragazza, che una sera al rientro delle lezioni scopre mentre dorme nel suo letto; sembra aver qualche anno più di lui ed è davvero bellissima.
La ragazza dice di essere stata appena lasciata dal suo fidanzato e da quel momento condivide l'appartamento con Kyōichi. Quando però lui comincia ad abituarsi a questa strana convivenza, la ragazza improvvisamente scompare e a Kyōichi rimangono solo domande insolute: chi era veramente? da dove veniva? dov'è andata?

## Interpreti e personaggi
- Hideaki Takizawa è Kyōichi Suzuki, 21 anni
- Kyōko Hasegawa è Surumi Kataoka, 26 anni
- Koutaro Koizumi è Takashi Nakano
- Hitomi Shimatani è Keiko Inamura
- Manami Konishi è Rie Shimada
- Naoto Ogata è Yoshitaka Honda
- Kotaro Shiga è il professor Shingo Tatebayashi
- Leo Morimoto è Shōtaro Kuramoto
- Miki Maya è Shizue Matsuno
- Reiko Matsuo è Moeko Shimizi
- Kazuki Kosakai è Shō Ichigawa
- Kyusaku Shimada è Kazuma Ōsugi

## Episodi
La serie è composta in totale da 11 episodi.
| Stagione       | Episodi | Prima TV Giappone | Prima TV Italia |
| -------------- | ------- | ----------------- | --------------- |
| Prima stagione | 11      | 2003              | inedita         |